# Dianthus attenuatus
Dianthus attenuatus Pavlov är en nejlikväxt.

## Beskrivning
Dianthus attenuatus ingår i släktet nejlikor och familjen nejlikväxter.
Inga underarter finns listade i Catalogue of Life.

## Habitat
Kazakhstan, Uzbekistan.

## Etymologi
- Släktnamnet Dianthus härleds från grekiska. Διας (Dias), ett alternativt namn på den romerska guden Zeus + αντος (anthos) = blomma. Betydelsen blir Zeus blomma. Detta använde redan Theofrastos som namn på en blomma, 300 år före vår tideräkning.